# Jednostki miar stosowane w gospodarstwie domowym

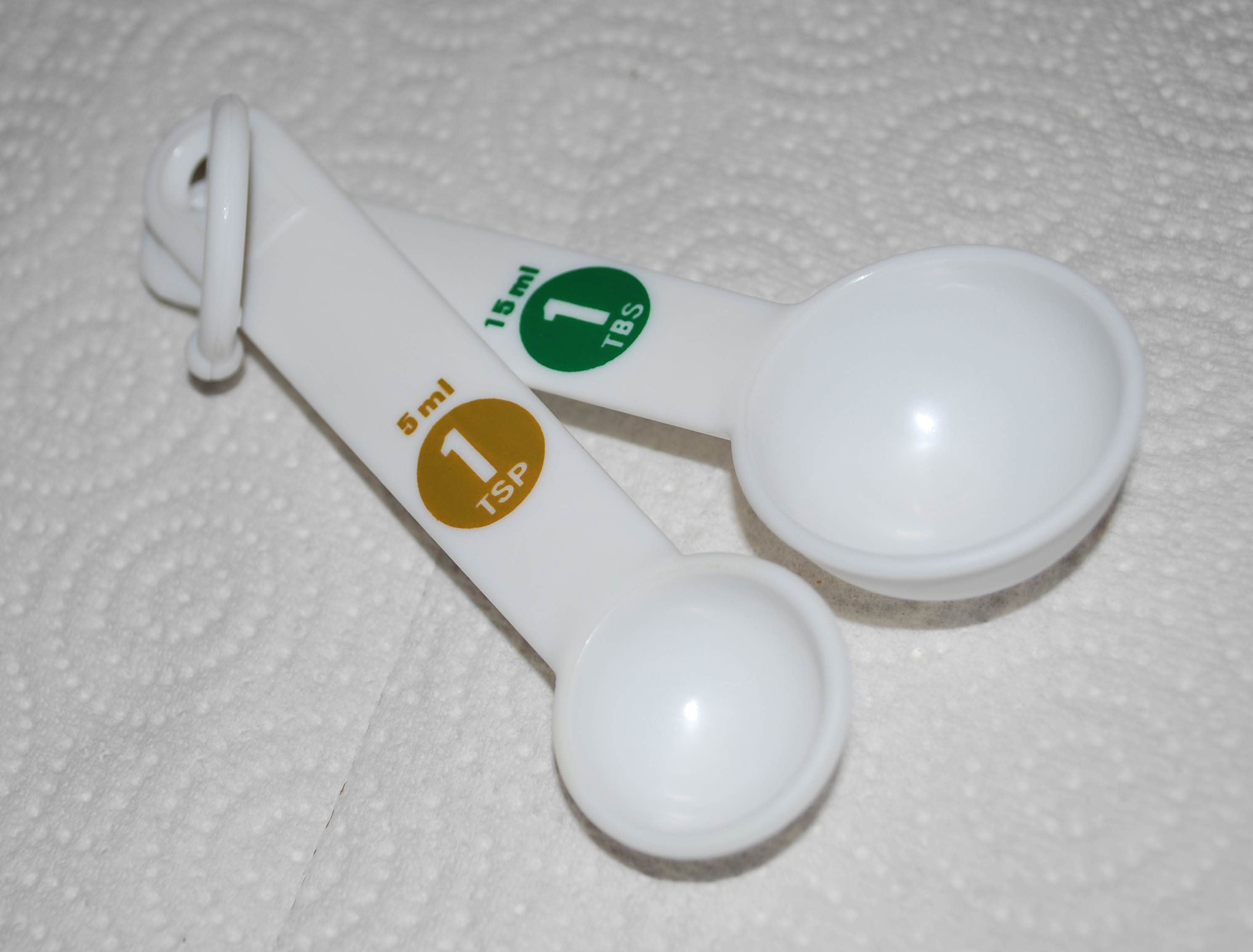
Łyżki miarowe z tworzywa sztucznego: łyżka stołowa 15 ml (TBS) i łyżeczka do herbaty 5 ml (TSP)

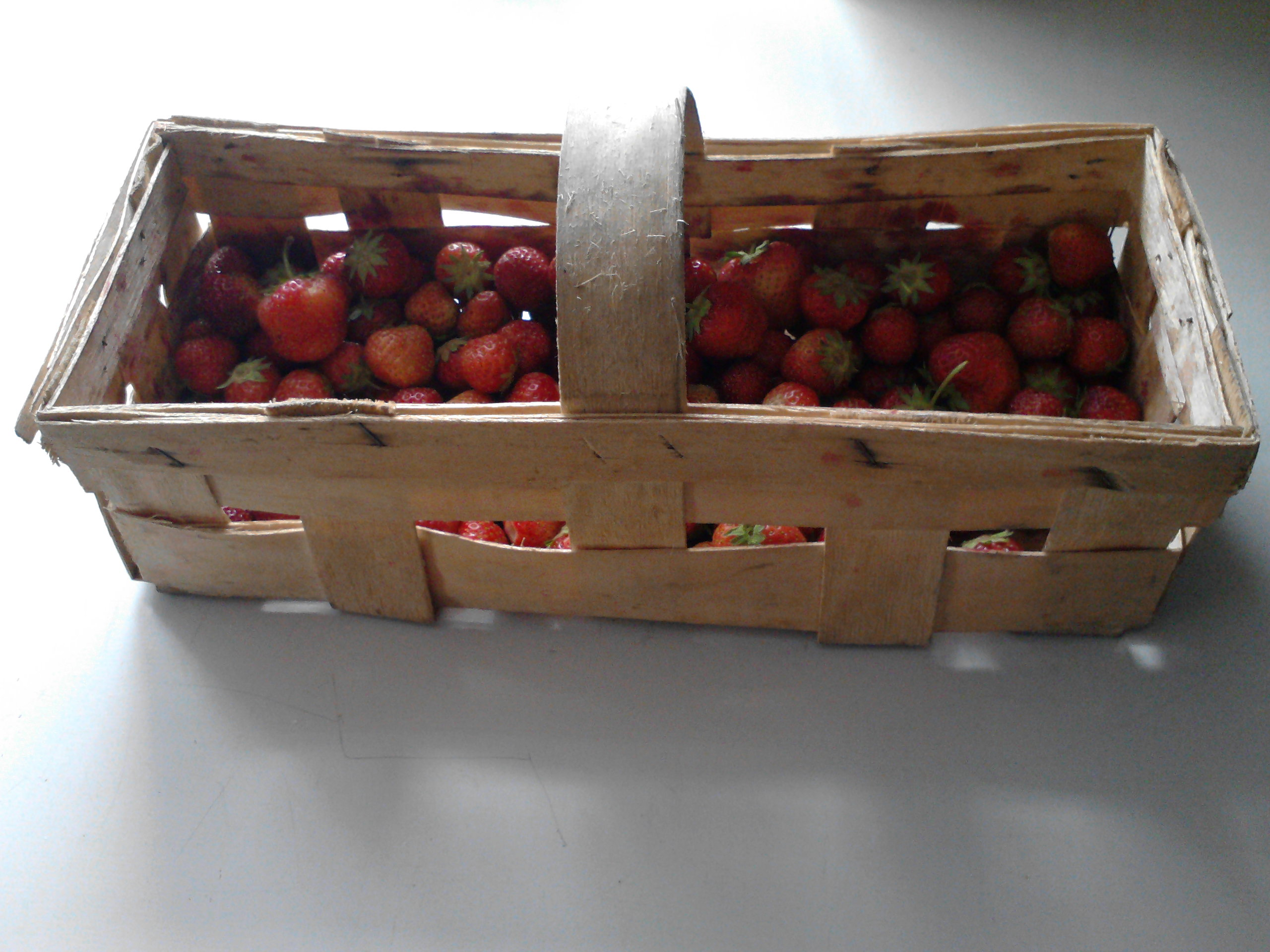
Kobiałka z truskawkami

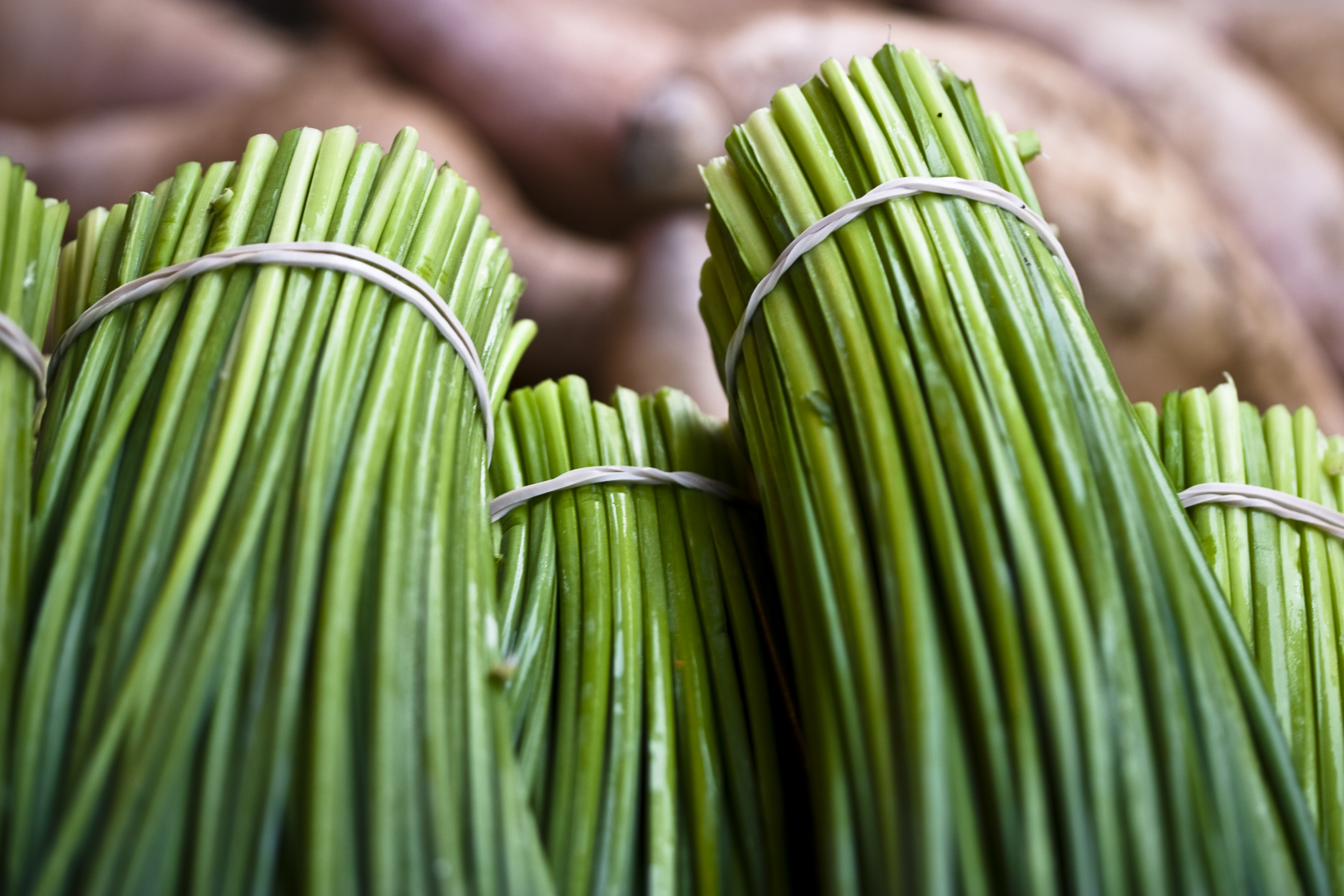
Pęczki szczypiorku

Przykłady jednostek i orientacyjne wartości:
- szklanka ≈ 0,20 – 0,25 litra = 200 – 250 cm³
- filiżanka ≈ 240 cm³[1] lub 250 cm³[a][2] (ang. cup)
- łyżka stołowa ≈ 15 cm³[1] (z wyjątkiem Australii, gdzie jest to ok. 20 cm³[3])
- łyżeczka ≈ 5 cm³[1]
- szczypta ≈ 1/4 – 1/2 grama
- kropla ≈ 1/20 – 1/10 cm³
- wiadro ≈ 10 – 12 litrów
- worek ≈ 25 lub 50 kilogramów
- pęczek – umowna, nieokreślona dokładnie miara stosowana dla niektórych warzyw, ziół i kwiatów (porcja towaru związana sznurkiem lub spięta gumką)
- kobiałka (łubianka) ≈ objętość maks. ok. 5,7 litra, waga: 2 – 2,5 kg (zależnie od zawartości)
- metr (waga) = 100 kg

Uwaga: 1 cm³ = 1 mililitr (skrót: ml lub mL) = 1/1000 litra. W Polsce i innych państwach stosujących system metryczny pojemność butelek i pojemników z płynami podawana jest zazwyczaj w mililitrach lub litrach.
Przeliczniki wagowe:
| produkt              | płaska łyżeczka | płaska łyżka stołowa | szklanka 250 ml |
| -------------------- | --------------- | -------------------- | --------------- |
| bulion               | 5 g             | 15 g                 | 250 g           |
| bułka tarta          | 3 g             | 9 g                  | 150 g           |
| cukier kryształ      | 5 g             | 15 g                 | 250 g           |
| cukier puder         | 3 g             | 9 g                  | 150 g           |
| groch, fasola        | –               | –                    | 200 g           |
| kakao                | 2 g             | 6 g                  | 100 g           |
| kasza gryczana       | 7 g             | 20 g                 | 330 g           |
| kasza jęczmienna     | 3,4 g           | 11 g                 | 180 g           |
| kasza manna          | 5 g             | 15 g                 | 250 g           |
| majonez              | 4 g             | 12 g                 | 200 g           |
| masło, margaryna     | 5 g             | 15 g                 | 240 g           |
| mąka pszenna         | 3 g             | 9 g                  | 150 g           |
| mąka ziemniaczana    | 3 g             | 9 g                  | 150 g           |
| miód                 | 7 g             | 21 g                 | 350 g           |
| mleko                | 5 g             | 15 g                 | 250 g           |
| mleko w proszku      | 2,5 g           | 7,5 g                | 120 g           |
| oliwa                | 4 g             | 12 g                 | 200 g           |
| płatki owsiane       | 2 g             | 5,5 g                | 90 g            |
| proszek do pieczenia | 3 g             | 9 g                  | 150 g           |
| przecier pomidorowy  | 5 g             | 15 g                 | 250 g           |
| ryż                  | 5 g             | 15 g                 | 260 g           |
| smalec               | 4,5 g           | 14 g                 | 220 g           |
| sól                  | 6 g             | 18 g                 | 300 g           |
| śmietana             | 4 g             | 14 g                 | 230 g           |
| woda                 | 5 g             | 15 g                 | 250 g           |
| żelatyna             | 4 g             | 12 g                 | 200 g           |